# Komgrond

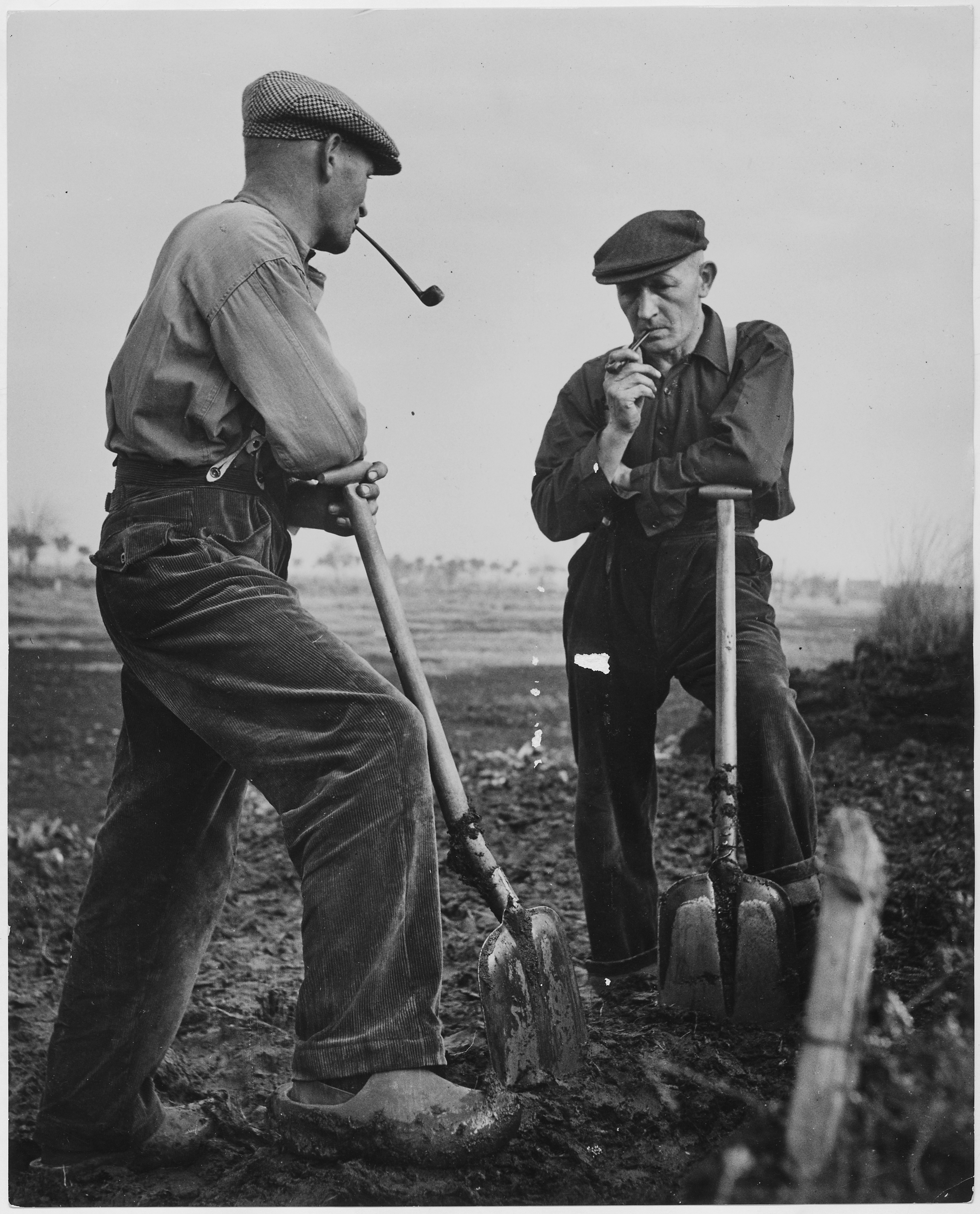
Werken in de klei (1950)

Komgrond of komklei bestaat uit zware rivier- of zeeklei. De laaggelegen komgronden achter stroomruggen van onbedijkte rivieren werden vroeger regelmatig overstroomd. Verder van de rivier was de stroming minder snel. Daardoor werden hier de zeer fijne kleideeltjes afgezet die de komgronden vormen. Vaak is deze klei afgezet op oudere veenlagen, dan wordt van klei-op-veengronden gesproken.
Deze gronden zijn vaak nat en moeilijk te bewerken. Ze zijn vooral in gebruik als weidegronden, hooilanden grienden en soms eendenkooien. Ontwatering is niet goed mogelijk vanwege klink. Bij landbouw dient noodzakelijke grondbewerking voor de winter te gebeuren, zodat door vorstwerking de klei kapotvriest tot prisma-achtige deeltjes.
Geschikte komgronden worden vaak afgegraven om klei te winnen voor de fabrikage van baksteen of dakpannen.